# ひとりかくれんぼ
ひとりかくれんぼとは、日本の近代怪談の1つで、都市伝説である。降霊術の一つとされる。ひとり鬼ごっことも呼ばれる。

## 概要
元は関西地方や四国地方でコックリさんと共によく知られる遊びであったといわれるが、ある大学のサークルが都市伝説の広まりかたを研究するため、意図的にこうした話を世に流布したとする説もある。コックリさんと同様に、一種の降霊術とされ、自分自身を呪うという説もある。コックリさんよりも危険な遊びとされる。
2007年4月18日、大型電子掲示板「2ちゃんねる」のオカルト超常現象板に詳細な方法が紹介され、さらにこれを実行したことで様々な怪奇現象に遭遇したといった体験談が書き込まれ、それを見た読者が次々に検証を試み、その結果をネットで紹介したことによって一般にも広く知られることとなった。

## 用意するもの
- 手足があるぬいぐるみ[5][9]
- ぬいぐるみに詰めることができる程度の米[1][5]
- 縫い針と糸（赤い糸が良いとされる）[5][9]
- 自分の爪（髪の毛や皮膚、血を入れるのは危険度が増すとされる）[10]
- 刃物（包丁[5][7]、カッターナイフ[5][9]）、錐など[1][5]、鋭利なもの[5][7]
- コップ一杯程度の塩水[5][9]（天然塩が良いと[1]される[11]）

## 進行方法
下準備としてぬいぐるみに名前をつけ、詰め物を全て出して代わりに米と自分の爪（切って入れる）を入れて縫い合わせる。余った糸は、ある程度ぬいぐるみに巻きつけて結ぶ。中に入れる米はぬいぐるみの内臓を、糸は血管を表しているともいう。隠れ場所を決めておき、そこに塩水を用意しておく。
午前3時になったら以下の順に行動する（以下、自分の名前：○○、ぬいぐるみの名前：△△とする）。
1. ぬいぐるみに対して「最初の鬼は○○だから[1][9]」と3回言い、浴室に行き、水を張った風呂桶にぬいぐるみを入れる[7][9]。
2. 家中の照明を全て消してテレビだけつけ、砂嵐が出ている状態にし[1][7]、目を瞑って10秒数える[1][12]。
3. 刃物を持って風呂場に行き、「△△見つけた」と言って刺す[9][12]。
4. 「次は△△が鬼だから[9]」または「次は△△が鬼[1]」と３回言い、自分は塩水のある隠れ場所に隠れる[1][9]。

- 別説
  - ぬいぐるみは風呂桶ではなく、浴槽に入れる[12][13]。または、洗面台でも可ともいう[6]。
  - 塩水は前もって隠れ場所に準備するのではなく、ぬいぐるみを見つけて「次は△△が鬼」と言った後、塩水を持ちながら隠れ場所へ行く[12][13]。
  - ぬいぐるみを刺した直後に『次は〜』などと言わずに、すぐに逃げ、塩水を用意した場所に隠れる[7]。

## 終了方法
塩水を少し口に含んでから出て、ぬいぐるみを探して、コップの残りの塩水、口に含んだ塩水の順にかけ、「私の勝ち」と3回宣言して終了となる。必ずこの手順によって、1〜2時間、または2時間以内に終了させなければならない。なお、ひとりかくれんぼに使用したぬいぐるみは、最終的に燃える方法で処理する必要があるとされている。

## 別説
前述のように手順には噂話により諸説があるが、大きく異なるものとして、以下のようなものもある。
1. 午前3時になったら、塩水を満たした風呂桶の周りに10本のろうそくを立てて火を点し、室内の照明をすべて消す[16]。
2. 綿を抜いたぬいぐるみに米と、ニワトリの心臓を入れ、紐で縛る[16]。
3. ぬいぐるみを風呂桶に入れ「最初の鬼は私」と言って、ぬいぐるみに包丁を突き立てる[16]。
4. 「じゃあ、今度はあなたが鬼」と言って、押し入れなどに隠れる[16]。
5. かくれんぼを終わらせるためには、ぬいぐるみから心臓を取り出し「私が勝ち」と宣言しなければならない[16]。

## 注意点
このひとりかくれんぼの注意点は、以下の通り。
1. 絶対に家から出ない事
2. 途中で恐怖になりパニックになってもやり方は守る事
3. 必ず1人でする事、友人・家族がいると出来ない
4. 人形を必ず燃やしておく事、燃やさなければ呪われる
5. 自動車の車内・廃墟などの生命・健康被害・犯罪リスクにかかわる場所ではしない事